# Юлиямпольское
Юлиямпольское (укр. Юліямпільське) — посёлок, входит в Шаргородский район Винницкой области Украины.
Население по переписи 2001 года составляло 56 человек. Почтовый индекс — 23550. Телефонный код — 4344. Занимает площадь 0,025 км². Код КОАТУУ — 525389002.

## Местный совет
23550, Вінницька обл., Шаргородський р-н, с. Юліямпіль, вул. Леніна